# Centrothele cardell
Centrothele cardell är en spindelart som beskrevs av Norman I. Platnick 2000. Centrothele cardell ingår i släktet Centrothele och familjen Lamponidae.
Artens utbredningsområde är Queensland. Inga underarter finns listade i Catalogue of Life.